# Mesa d'edat
Es denomina mesa d'edat a l'òrgan de govern, de caràcter transitori, que presideix inicialment les sessions constitutives d'una cambra legislativa després d'unes eleccions. Les seves funcions es limiten a obrir la sessió, solucionar les qüestions de tràmit inicials i immediatament procedir a la votació de la Taula definitiva, dissolent-se després de l'escrutini. Pren el seu nom del fet que, a l'ésser un òrgan transitori i no electiu, es pren el criteri de l'edat per determinar la seva composició: així, sol presidir-la el càrrec electe de major edat, sent auxiliat en les seves funcions per un o diversos Secretaris, els de menor edat de la Càmera.

## Història
Durant la transició espanyola, en iniciar-se les sessions de les Corts, es va plantejar la qüestió de la Mesa d'edat de la "Junta Preparatòria" del futur nou Congrés dels Diputats. Atès que la composició tradicional d'aquesta Taula implicava que en la cambra baixa la presidenta fos Dolores Ibárruri, destacada figura històrica de l'acabat de legalitzar Partit Comunista d'Espanya, es va dissenyar una composició "mixta" de la institució, per la qual les meses d'edat de Congrés i Senat fossin presidides pel Diputat i Senador que abans presentessin la seva credencial en les Corts, quedant les vicepresidències de les taules per a diputats i senadors de major edat (dues en cadascuna d'elles). Així, finalment la vicepresidència de la Mesa d'edat del Congrés va ser per a la citada Pasionaria i el poeta Rafael Alberti.